# Robert Boldižar
Robert "Robi" Boldižar (Osijek, 9. lipnja 1974.) je hrvatski violinist i glazbeni pedagog. Član je rock skupine Zabranjeno pušenje.

## Životopis
Boldižar se rodio u Osijeku. Prije svog prvog rođendana preselio se s obitelji u Sarajevo gdje je i odrastao. Njegov otac je glazbenik. U dobi od šest godina (1980.) upisao je glazbenu školu i počeo svirati violinu. Godine 1988. upisao je srednju glazbenu školu i počeo svirati gitaru. U to vrijeme se pridružio Kulturno-umjetničkom društvu "Unis" gdje je došao u doticaj s tradicionalnom glazbom. Godine 1992. pridružio se Vokalno-instrumentalnom sastavu "Pax", koji je izvodio vjersku glazbu. U to vrijeme je povremeno i radio za Sarajevsku filharmoniju.
Godine 1995. Boldižar se preselio u Zagreb. Godine 2000. osnovao je bend nazvan Generalna proba. Bend je 2002. godine objavio jedini album Iznad oblaka. Boldižar je diplomirao 2005. godine na Muzičkoj akademiji Sveučilišta u Zagrebu. Skladao je glazbu za album Školska priča u izdanju Dječjeg zbora "Pahuljice".
Od 2004. godine Boldižar je član rock skupine Zabranjeno pušenje. S njima je radio na posljednjih pet njihovih studijska albuma: Hodi da ti čiko nešto da! (2006.), Muzej Revolucije (2009.), Radovi na cesti (2013.), Šok i nevjerica (2018.) i Karamba! (2022.). Pored toga, kao gost-izvođač svirao je na koncertima u Zagrebu i Sarajevu kada su se radili snimci za live album Zabranjenog pušenje Hapsi sve! (1998).
Skupa s članom Zabranjenog pušenja Tonijem Lovićem, Boldižar je i član benda glazbeno-scenskog ansambla "Medley Teatar". Taj ansambl izvodi adaptirani rock mjuzikl Antigona: ProckKletstvo Roda, između ostalog. Boldižar se preselio u Bjelovar 2013. godine gdje radi kao profesor violine u Glazbenoj školi "Vatroslav Lisinski".

## Diskografija
Zabranjeno pušenje
- Hapsi sve! (1998.), kao gost
- Hodi da ti čiko nešto da! (2006.)
- Muzej Revolucije (2009.)
- Radovi na cesti (2013.)
- Šok i nevjerica (2018.)
- Live in Skenderija Sarajevo 2018 (2022.)
- Karamba! (2022.)
- Pušenje ubija (2025.)
- Uživo u Lisinskom (2025.)

Shaderwan Code
- Kad procvatu behari (2011)
- Ah, što ćemo ljubav kriti (2018) (gost)

## Vanjske poveznice
- Robert Boldižar na Discogsu
- Zabranjeno pušenje